# 趙友鳳
趙友鳳（1965年5月5日—），江苏人，中国女子長跑运动员，在1988年夏季奥林匹克运动会的女子馬拉松比賽中獲得第5名，成績為2:27:06。她也是1990年亞洲運動會女子马拉松金牌。

## 成績
- All results regarding marathon, unless stated otherwise

| 年        | 賽事                 | 舉辦城市  | 名次      | 記錄      |
| 代表 中国 | 代表 中国            | 代表 中国 | 代表 中国 | 代表 中国 |
| --------- | -------------------- | --------- | --------- | --------- |
| 1988      | 名古屋国际女子马拉松 | 名古屋    | 冠军      | 2:27:56   |
| 1988      | 奥林匹克运动会       | 首爾      | 第5名     | 2:27:06   |
| 1989      | 名古屋国际女子马拉松 | 名古屋    | 冠军      | 2:28:20   |
| 1990      | 亞洲運動會           | 北京      | 冠军      | 2:35:19   |

## 外部連結
- 趙友鳳在的頁面
- sports-reference （页面存档备份，存于）